# به من لبخند نزن
به من لبخند نزن (به انگلیسی: Don't Smile at Me) اولین آلبوم چندآهنگه خواننده و ترانه‌سرای آمریکایی بیلی آیلیش است. این آلبوم در ۱۱ اوت ۲۰۱۷ ازطریق اینترسکوپ رکوردز و دارک‌روم منتشر شد و دربردارنده تعدادی از تک‌آهنگ‌های قبلاً منتشر شده او مانند «چشم‌های اقیانوسی»، «دل‌درد»، «تماشا کن»، «کپی کار» و «دیگر نمی‌خواهم تو باشم» است. آیلیش ترانه‌های دیگری را برای آلبوم ضبط کرده بود، اما به دلیل فاش شدن ترانه‌ها قبل از انتشار، پروژه را رها کرد. ترانه معروف آلبوم «چشم‌های اقیانوسی» در فیلم‌های نفرتی که تو می‌کاری و همه‌چیز، همه‌چیز گنجانده شد.

## فهرست آهنگ‌ها
همهٔ ترانه‌ها توسط بیلی آیلیش و برادرش فینیاس اوکانل نوشته شده‌است.
| شماره      | نام                        | نویسنده(ها)                | مدت   |
| ---------- | -------------------------- | -------------------------- | ----- |
| ۱.         | «کاپی‌کت»                   |                            | ۳:۱۳  |
| ۲.         | «دیگر نمی‌خواهم تو باشم»    |                            | ۳:۲۳  |
| ۳.         | «دوست پسرم»                |                            | ۲:۵۰  |
| ۴.         | «ببین»                     | فینیاس اوکانل              | ۲:۵۸  |
| ۵.         | «پارتی فیور»               |                            | ۳:۲۴  |
| ۶.         | «دل‌درد»                    |                            | ۳:۰۰  |
| ۷.         | «چشم‌های اقیانوسی»          | فینیاس اوکانل              | ۳:۲۰  |
| ۸.         | «گروگان»                   |                            | ۳:۴۹  |
| ۹.         | «و بسوز» (با وینس استیپلز) | فینیاس اوکانل وینس استیپلز | ۳:۰۰  |
| مجموع مدت: | مجموع مدت:                 | مجموع مدت:                 | ۲۹:۰۰ |

| Expanded edition | Expanded edition        | Expanded edition                          | Expanded edition |
| شماره            | نام                     | نویسنده(ها)                               | مدت              |
| ---------------- | ----------------------- | ----------------------------------------- | ---------------- |
| ۱۰.              | «Lovely» (with Khalid)  | B. O'Connell F. O'Connell Khalid Robinson | ۳:۲۰             |
| ۱۱.              | «Bitches Broken Hearts» | B. O'Connell F. O'Connell Fenn            | ۲:۵۶             |
| مجموع مدت:       | مجموع مدت:              | مجموع مدت:                                | ۳۲:۳۱            |

| Japanese physical edition | Japanese physical edition       | Japanese physical edition          | Japanese physical edition |
| شماره                     | نام                             | نویسنده(ها)                        | مدت                       |
| ------------------------- | ------------------------------- | ---------------------------------- | ------------------------- |
| ۱۰.                       | «Lovely» (with Khalid)          | B. O'Connell F. O'Connell Robinson | ۳:۲۰                      |
| ۱۱.                       | «Bitches Broken Hearts»         | B. O'Connell F. O'Connell Fenn     | ۲:۵۶                      |
| ۱۲.                       | «Bellyache» (Marian Hill Remix) |                                    | ۳:۴۱                      |
| ۱۳.                       | «Copycat» (Sofi Tukker Remix)   |                                    | ۳:۳۱                      |
| ۱۴.                       | «MyBoi» (TroyBoi Remix)         |                                    | ۳:۱۹                      |
| مجموع مدت:                | مجموع مدت:                      | مجموع مدت:                         | ۴۵:۰۷                     |

- همه آهنگها در تمام حروف کوچک، به جز "Copycat"، که در همه کلاهکها تلطیف می‌شود، تلطیف می‌شوند.[۵]